# Jetró

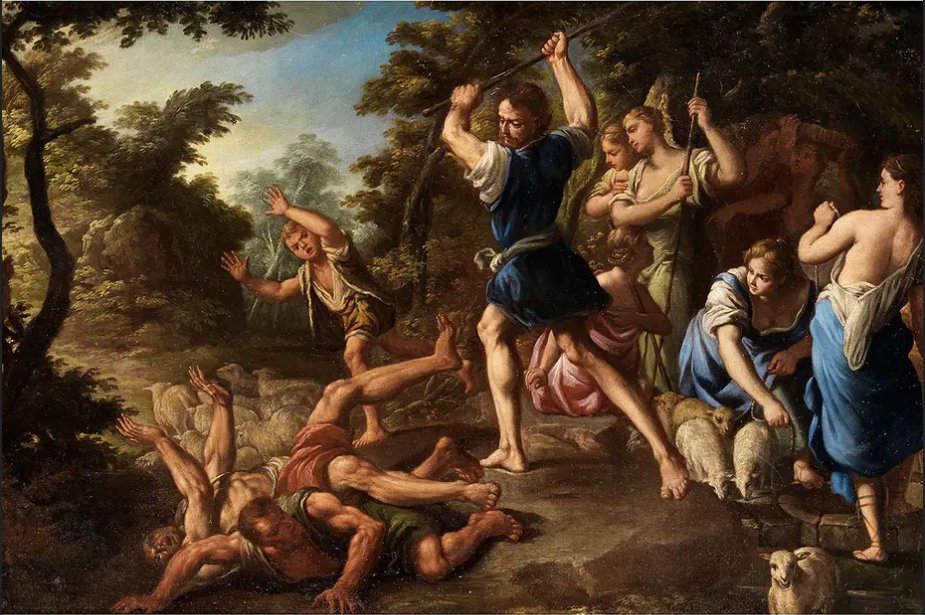
Moisés defiende a las hijas de Jetro, de Nicola Vaccaro.

Jetró (en hebreo יִתְרוֹ, Yitro; en hebreo tiberiano Yiṯrô, que significa 'su excelencia' o 'posteridad'), también conocido como Reuel o Reguel, es un personaje del Antiguo Testamento. Lo que se sabe sobre él se encuentra en el libro del Éxodo 3:1, 4:18, 18:1-2.
Fue un sacerdote de Madián, una tierra que se extendía desde el este del mar Muerto hasta el Sinaí.
La Biblia cuenta que su hija Séfora se casó con Moisés cuando este había huido de Egipto por haber matado un hombre que maltrataba a un esclavo hebreo.
Yitro es el nombre de la Parashá (lectura semanal de la Torá) que contiene Éxodo 18:1-20:23. En él, Jetró le aconseja a Moisés crear un sistema de cortes para poder descansar de la tarea de dirimir todos los pleitos.
Tradicionalmente, en el mundo islámico se lo identifica con Shuaib, un profeta entre los madianitas mencionado en el Corán. Los drusos veneran a Shuaib como una figura importante en su fe y realizan una peregrinación anual a Nabi Shuaib, la supuesta ubicación de su tumba, en la Baja Galilea.